# Sparta&K
Sparta&K, v letech 2005–2010 známý pod názvem Spartak Moskevská oblast, je ruský ženský basketbalový klub sídlící ve městě Vidnoje jižně od Moskvy. Klub je čtyřnásobným vítězem Euroligy v basketbale žen.

## Historie
Historie klubu začíná dle oficiálních stránek v roce 2005. Tehdy do klubu Spartak Moskevská oblast, sídlícího v Noginsku, vstoupil nový mecenáš – Šabtaj Kalmanovič. Klub se přestěhoval nejprve do Chimek, od roku 2006 pak sídlí v městě Vidnoje. Původní klub z Noginsku ovšem nezanikl, pokračoval v nižších soutěžích a v sezóně 2010/11 se opět vrátil do nejvyšší ruské ligy. Ačkoliv Sparta&K po sportovní stránce navázal na svého „předchůdce“ z Noginsku (pro sezónu 2005/06 po něm přebral místo v nejvyšší ruské lize i v ženském EuroCupu), považuje rok 2005 za svůj rok vzniku a k historii svého „předchůdce“ se nehlásí.
Klub ihned po svém „založeni“ zaútočil na nejvyšší příčky ruských i evropských basketbalových soutěží. V sezóně 2005/06 triumfoval v EuroCupu žen, v dalších dvou sezónách ovládl jak ruskou ligu, tak Euroligu. V Eurolize vzápětí přidal ještě další dva triumfy – se čtyřmi triumfy v řadě je prvním a zatím jediným týmem, který od přerodu PMEZ na Euroligu dokázal triumfovat více než 2× za sebou.
Hlavní mecenáš klubu Šabtaj Kalmanovič byl v listopadu 2009 v Moskvě zavražděn. Jeho smrt klub poznamenala, nicméně se s ní dokázal vyrovnat a po sportovní stránce stále patří k ruské i evropské špičce.